# Annecy-le-Vieux
Annecy-le-Vieux é uma ex-comuna francesa na região administrativa da Alta Saboia, região de Auvérnia-Ródano-Alpes. Estendeu-se por uma área de 17,02 km². Em 2010 a comuna tinha 19 968 habitantes (densidade: 1 173,2 hab./km²).
Em 1 de janeiro de 2017 foi fundida na comuna de Annecy.